# 看我今天怎麼說
《看我今天怎麼說》（英語：The Way We Talk）為2024年的香港劇情片，由黃修平執導並參與編劇、監製、剪接，游學修、鍾雪瑩、吳祉昊主演，歌手陳蕾特別出演及演唱電影主題曲What If。故事以三名情況各異的聾人青年為主線，反映這個群體的生活以及融入社會的經歷，並從中探討聾人的身份認同。在音效上亦嘗試使觀眾沉浸體驗聾人在不同情況下的聽覺狀態。本片在2024年10月12日於倫敦影展首映，同年曾在香港亞洲電影節及台北金馬影展參展，並在香港以優先場形式放映，2025年2月20日起於香港作正式的商業公映。
主要演員之一的吳祉昊是聾人，本片亦大量起用聾人演員飾演配角中的聾人角色。
本片在2024年第61屆金馬獎獲得三項提名，鍾雪瑩獲頒最佳女主角。在2025年第43屆香港電影金像獎獲得最佳电影、最佳导演等七項提名。在第31屆香港電影評論學會大獎亦獲得多項提名，並成為十部推薦電影之一。

## 劇情
故事的主角是三名背景各異、對生活有不同取態的聾人青年：葉子信（游學修 飾）、方素恩（鍾雪瑩 飾）、吳昊倫（Alan，吳祉昊 飾）。講述三人因手語結緣，互相扶持的同時，也因理念不同而產生碰撞；以及面對來自健聽社會的偏見、聾人社群中不同陣營之間的觀點衝突，他們如何掙扎和作出自己的選擇。
開首以2005年——子信與Alan的童年為序幕：兩人就讀於聾人小學，是同班同學兼好友。當時香港對聽障學童的教育方針是強制學習口語（及配合讀唇與人溝通），禁止在學校使用手語；未有使用任何設備改善聽力、視手語為母語的子信，一直抗拒此制度，被視為頑劣的學生；配戴助聽器的Alan是來自主流學校的轉校生，能同時使用口語、水平低於子信的手語，且準備接受人工耳蝸手術，他同情常遭老師苛責的子信，並誓言使用人工耳蝸後亦不會放棄手語。子信自小嚮往潛水，但Alan因人工耳蝸手術而顧忌水壓，不敢與他一同下潛。字幕交代強制學習口語的教育方針於2010年轉變為口語、手語並用。兩人的童年回憶亦繼續以插敘形式穿插於故事中。
2020年代，已植入人工耳蝸的Alan長大後曾赴英國留學，後回到香港成為廣告攝影師。他與自幼植入人工耳蝸、只懂口語而不懂手語的名校高材生方素恩，同獲慈善團體選為「人工耳蝸大使」，推廣人工耳蝸的應用。素恩剛從大學精算系畢業，她自幼在母親的嚴厲教育下，以融入健聽社會為目標，艱辛學習口語，一直就讀主流學校；雖然人工耳蝸所接收的聲音其實常讓她感到嘈雜，但母親的教育令她認為貼近健聽社群的生活方式才能成功。一直活於無聲世界、以聾人為榮的子信以潛水教練為人生目標；他在一個聾人機構工作，自言尊重別人推廣人工耳蝸，但也希望別人尊重手語。三人在一個聾人活動相遇，素恩在演講中表示科技發展會讓世界再沒聾人，此言當場激怒子信，使其失儀。
丟失工作的子信轉而從事洗車謀生。他在Alan協助宣傳下，成立以聾人為賣點的公司「洗車奇俠」，一面發展洗車業務，一面修讀潛水教練課程。另一邊廂，素恩與Alan因擔任「人工耳蝸大使」而認識，逐漸互生情愫。夢想成為專業精算師的素恩在一家知名保險公司找到工作，但感到自己被投閒置散，只是公司為迎合傷健共融政策而設的「吉祥物」。通過Alan的介紹，素恩開始向子信學習手語，並在兩人的帶領下了解到其他聾人的世界。
素恩在事業上感到挫折的同時，逐漸認同手語。人工耳蝸亦使她不能像子信那樣享受潛水。直至她的人工耳蝸逐漸故障，需要重新植入，她開始心生猶豫。她學習手語及除下人工耳蝸接收器的行為，更被母親發現，母女兩人吵了一場。後來慈善團體願意全數資助素恩更換人工耳蝸，條件是她需再次拍攝推廣影片，但她在拍攝期間自發使用手語，有違慈善團體的立場。Alan主張素恩與子信有別，她的生活比很多聾人為好，應繼續使用人工耳蝸，並向慈善團體妥協，他亦察覺到素恩愛上子信，與自己漸行漸遠。素恩認為Alan不明白自己當「吉祥物」的痛苦，亦反指Alan忘記童年不放棄手語的誓言，讓他在自己的身份認同上產生迷惘。另一邊廂，子信在潛水學校收到噩耗，香港簽發潛水教練執照的機構未能安排適合聾人的考試，他的夢想面臨破滅。三人在各自的迷惘中尋找屬於自己的答案。

## 角色
| 演員   | 角色名稱   | 簡介 | 演員聽力              |
| ------ | ---------- | --- | --------------------- |
| 游學修 | 葉子信     | 䁥稱子信。全聾的聾人，出身於聾人家庭。自小以身為聾人自豪，視手語為母語，抗拒助聽器、人工耳蝸等科技。個性倔強，常流露憤世的一面。夢想成為潛水教練。 | 健聽                  |
| 鄭進希 | 童年葉子信 | 䁥稱子信。全聾的聾人，出身於聾人家庭。自小以身為聾人自豪，視手語為母語，抗拒助聽器、人工耳蝸等科技。個性倔強，常流露憤世的一面。夢想成為潛水教練。 | 中度聽障              |
| 鍾雪瑩 | 方素恩     | 䁥稱素恩，英文名Sophie，子信為她取手語名「說亮」。幼年時經歷一場大病後變成聾人，很早便接受了人工耳蝸手術。本來只懂口語而不懂手語，說話帶有口音（比Alan明顯）。自幼習慣迎合母親的要求，勉力融入正常人生活，鮮於表達內心感受。認識Alan、子信後對手語與人工耳蝸的態度逐漸逆轉，且先後對兩人萌生愛意。 | 健聽                  |
| 羅莃荋 | 童年方素恩 | 只出現一幕，在路人看見不認識的童年子信與Alan以手語歡快溝通，隨即被母親遮掩眼睛。 | 不明                  |
| 吳祉昊 | 吳昊倫     | 以英文名Alan為䁥稱。10歲時植入人工耳蝸的聾人攝影師，個性陽光正向。子信的好友，能使用口語及手語。其態度介乎子信與素恩之間，既理解子信對手語的堅持，亦接受通過科技改善生活。表面上在健聽社群和聾人社群都游刃有餘，其實亦陷入對於身份認同的迷思。                                                     | 聽障（嚴重或深度）:79 |
| 黃暐恆 | 童年吳昊倫 | 以英文名Alan為䁥稱。10歲時植入人工耳蝸的聾人攝影師，個性陽光正向。子信的好友，能使用口語及手語。其態度介乎子信與素恩之間，既理解子信對手語的堅持，亦接受通過科技改善生活。表面上在健聽社群和聾人社群都游刃有餘，其實亦陷入對於身份認同的迷思。                                                     | 健聽                  |
| 袁綺雯 | 素恩媽     | 素恩的母親。執着於讓女兒融入正常人生活，禁止她學習手語。 | 健聽                  |
| 黎珮珊 | Alan媽     | Alan的健聽母親。安排兒子從主流學校轉往聾人學校，植入人工耳蝸到外地留學:6。與子信的關係亦很好。 | 健聽                  |
| 吳志偉 | 子信爸     | 子信的聾人父親，開設裁縫店。 | 聽障（程度不明）      |
| 朱惠文 | 子信媽     | 子信的聾人母親，認為聾人能謀生以足夠。 | 深度聽障              |
| 陳紀尤 | 子信妹     | 子信的聾人妹妹，修讀時裝設計。 | 深度聽障:147-148      |
| 黃澄海 | 根叔       | 子信爸的舊伙記，以往協助他與顧客溝通:5。到子信家飯聚。 | 嚴重聽障              |
| 梁潔心 | 淑芬       | 子信與Alan的聾人朋友，曾植入人工耳蝸但效果不佳。在手語餐廳工作時需要假裝不懂口語。 | 深度聽障:103-104      |
| 彭珮嵐 | 執行秘書   | 素恩在保險公司的上司、前輩，總是對她保持客氣，縱使有疏失也避免責怪，只把簡單的工作交給她。雖然首席精算師曾向外人介紹素恩未來會成為精算師，但未安排實質的培育。 | 健聽                  |
| 黃瑤   | 高級秘書   | 素恩在保險公司的上司、前輩，總是對她保持客氣，縱使有疏失也避免責怪，只把簡單的工作交給她。雖然首席精算師曾向外人介紹素恩未來會成為精算師，但未安排實質的培育。 | 健聽                  |
| 魏沛林 | 首席精算師 | 素恩在保險公司的上司、前輩，總是對她保持客氣，縱使有疏失也避免責怪，只把簡單的工作交給她。雖然首席精算師曾向外人介紹素恩未來會成為精算師，但未安排實質的培育。 | 健聽                  |
| 梁天尺 | Alan上司   | Alan的影樓同事，對其信任，關係融洽。 | 健聽                  |
| 馮卓謙 | Alan同事   | Alan的影樓同事，對其信任，關係融洽。 | 健聽                  |
| 陳蕾   | 本人       | 以自己的歌手身份客串演出。到Alan任職的影樓拍照。 | 健聽                  |

其他角色包括：
- 飾演2005年小學聾生：冼文軒、劉佩璇、胡躍
- 飾演「洗車奇俠」員工：宋良昇、唐樹明、孟文、陳俊榮
- 飾演其他聾人朋友：鄭琨樺、余煒琳、張瀚昇、朱芷茵、陳汝虹
- 飾演洗車師傅細強（教導子信）：麥俊曦[14]:71-72

## 構思與製作

### 發展
本片的靈魂人物——身兼導演、編劇、監製、剪接的黃修平並不多產，本片是其第六部劇情長片，上一部作品是2020-21年間上映的《狂舞派3》，與本片相隔四年。從黃修平的角度，本片的構思在正式公映的五年前展開（約2020年初），然而他早已曾接觸本片的前身「不一樣的禮物」:45。「不一樣的禮物」是黃修平之友何康（後為本片監製及編劇之一）所籌劃的電影計劃，始於2016年，志在徵集殘障人士題材的短片劇本，拍攝並集結為電影，後選定了三個劇本，當時何康讓黃修平閱讀該些短片劇本，以徵求意見，黃修平對其中一個關於聾人潛水的故事《海底私語》感到興趣，他從中想像到一群聾人在海底使用手語的浪漫畫面，亦感悟到聾人在水中反而具有優勢。當時黃修平正在籌備《狂舞派3》，向何康表示若要他參與，需待該片完成，且拍攝多個短片並不符合他追求精細的作風。「不」尋求融資多年，期間其中一個短片劇本的主創者朱鳳嫻轉而打算獨立拍攝（即後來的《一路瞳行》）。直至黃修平完成了《狂舞派3》，他再與何康商討，建議先將《海底私語》發展成長片，自此黃修平正式參與及展開了對劇本的重新構思。《海底私語》由思言編劇（後為本片編劇之一），她本是記者，在2008年開始關注香港的聽障人士，熟悉此群體；黃修平跟使用筆名的她見面後，才發現她是自己過去任教的編劇課程的學生；《海》的靈感來自一位抗拒人工耳蝸的聾人拳擊手之真實經歷，背景改為潛水:15-18,45,185-186。本片的策劃人屈紫薇是一個志在貢獻聾人社群的社會企業之創辦人，她在2015年認識了影視創作人何康與其妻Wendy，三人後來創辦「不一樣的禮物」，從「不」演變至本片的過程中，屈紫薇一直跟進電影的融資工作，亦在資料搜集階段協助黃修平接觸聾人；按她的角度，從2015年三人相識算起，本片策劃了十年:48,185-192。本片的主要製作單位亦即「不一樣的禮物有限公司」。
黃修平向思言進一步了解聾人文化與他們的身份認同議題，當他得知對部分聾人來說，就算有科技讓他們變成健聽也不願接受，這個一般健聽人士（下簡稱聽人）不能想像到的身份認同感讓黃修平深受刺激，他決定以此作為主題方向。然後他學習手語半年，同時花上大量時間繼續進行資料搜集，期間主要讀物為《我的聾人朋友》、相關題材的美國紀錄片《Sound and Fury》，另外還參考了書籍《聾人有話兒》、電影《金屬之聲》、《性本無言》、《聲之形》等，當中有些作品近乎把人工耳蝸妖魔化；也採取田野調查方式接觸近百位聾人並深度採訪其中數十人，例如在停車場了解聾人洗車的工作情況，亦訪問了耳鼻喉頭頸外科醫生、聽力學家，並曾搜集香港聾人兒童如何成長的史料等等:46-47。黃修平將本片視為自己的重要里程碑，不同於其過去作品對夢想的描述着重戲劇化，本片更着重謹慎求証，拍攝時的心態亦不同於《狂舞派》時的一腔熱血、充滿信心，而是拿捏不定、逐步摸索。他自言希望在片中盡量平衡聾人群體中不同光譜的觀點，但並非不敢冒犯任何一方的「和稀泥」式平衡，而是保持尊重，也避免故事過於極端。
2020年9月，本片的企劃入選台北金馬影展的創投會議，藉以尋找投資者。在過去，黃修平的成名作《狂舞派》亦曾入選該影展的創投會議，續作《狂舞派3》亦在2020年被選為該影展的閉幕電影。黃修平與何康在金馬創投會議接觸天下一電影的代表廖婉虹，她們都是舊識，廖婉虹正是《狂舞派3》的監製，何康則是她二十多年前在廣告公司的同事。天下一於2022年同意投資本片，廖婉虹也擔任監製之一，何康在訪談中提到她帶領製片組處理財務事宜:181-183,186,192。然而，縱然得到天下一支持，開拍前仍未籌得足夠資金，最後屈紫薇成功說服從事慈善事業的「利希慎基金」撥款:186。在電影海報及一些文獻中，「利希慎基金」的身份是「慈善合作伙伴」:181,211，但在一些文獻及天下一的Facebook專頁曾稱該基金同屬出品方。
黃修平邀請了胡歷恩（Kimberly，䁥稱Kim）、海鳥兩人擔任手語指導及聾人文化顧問，在劇本構思至拍攝期間提供協助。胡歷恩是聽人，她在大學時期遇上聾人同學，萌生學習手語以幫助傳譯的念頭，拍攝時已任職手語傳譯員七年。海鳥是全聾的聾人，在香港中文大學教授手語多年，他讀書時親身經歷了聾人學校禁止打手語的時代。兩人是大學時期已認識的舊友，分工上由胡歷恩協助海鳥理解劇本中的中文粵語之深層意義，從而編出合適的手語動作去表達；手語教學方面，海鳥主力教導角色手語水平要求最高的游學修，胡歷恩則以教導其他演員為主:154。劇組亦設「手語副導演」一職，負責在拍攝現場與聾人演員溝通，擔任此職的Herman Wong是一位從事聾人服務三十年的退休社工兼手語傳譯員，經由思言推薦加入劇組:12,53,142-144。

### 劇本創作
本片的編劇包括《海底私語》的原編劇思言、「不一樣的禮物」的何康、黃修平本人及其妻千春（兩人亦一起參與剪接），這是千春首次參與電影製作:41-43。
2020年1月，黃修平與思言展開對劇本的討論。創作初期，思言的主要工作是按照黃修平定下的聾人身份認同主題，構思故事背景設定及人物關係。片中子信向素恩教授手語的方式，參考了黃修平學習手語時的真實經歷。劇本在2022年獲得天下一投資時改至第五稿，2023年開拍前改至第十稿。:20,48,186,192
兩位手語指導負責將中文寫成的劇本翻譯成手語。為了達致傳神自然，他們需要按情況靈活選擇意譯（多屬自然手語）還是直譯（多屬文法手語），甚至「棄意取神」，即手語沒法滿足劇本文字意義的情況下，搜羅或創作神髓相近的手語。除了文字劇本，演員對於對白的解讀亦是參考因素。有時亦會因應手語指導的意見而修改文字劇本。例如素恩的手語名「說亮」，文字劇本原本設定其手語名為「說話美妙」之意，手語指導海鳥設計時，按照聾人取手語名時常關乎身體特徵的習慣，建議結合演員鍾雪瑩膚色白的特徵，採用代表膚白、光采的手語，其手型動作正好跟「說話」的手語相似。要將此手語譯回文字時，黃修平曾半開玩笑地提議結合鍾雪瑩的名字與筆名鍾說，取名為「雪說」，最後決定取名「說亮」。又如童年回憶中關於手語「臭死」與「抵死」的情節，則是導演要求手語指導自己構思手語「錯別字」（誤用動作相近、意思迥異的手語），編劇再據之設計相關情節。童年回憶的情節中另一個「錯別字」例子則屬「棄意取神」，文字劇本設定了一組諧音詞句「有feel」與「有蕉」，手語版採用了動作相近的「心中有花盛開」與「核突」（噁心）來表達，劇本原文仍保留在中文字幕中，英文字幕則譯為「Got the feeling」與「Got the ceiling」。:125-132

### 片名命名
初期本片曾被命名為《85分貝》，這是取自香港政府對普通傷殘津貼所定的失聰標準，聽不到85分貝或以上聲音才可申領。2021年改名為「看我今天怎麼說」:192，此名的構思源於黃修平與手語指導海鳥的一次傾談，海鳥表示有關聽障的作品通常着眼於聾人缺乏甚麼，如表現出無聲環境、只有心聲，卻很少着眼於他們擅長甚麼，如視覺，因此最終片名開首採用了象徵視覺的「看」。
2022年劇本第五稿時，決定英文名稱為《The Way We Talk》:192，與黃修平成名作《狂舞派》系列的英文名稱《The Way We Dance》近似。文化評論人洛楓認為「The Way We Talk」強調了對表達方式的選擇。將本片主題稱為「話語權」的影評人何故，則認為英文片名象徵了此一主題，能呼應子信一角視手語為母語的理念，也聯繫到片中開首提及的強制聽障學童學習口語之舊日教育方針。

### 選角與角色塑造
本片的三個主要角色為情況不同的聾人，分別由游學修、鍾雪瑩、吳祉昊飾演，其中吳祉昊是使用助聽器的真正聾人，他是2023年度「世界聋人小姐先生大赛」的聾人先生冠軍及最上鏡先生，這是他首次演出電影；而具電影演出經驗的藝人游學修與鍾雪瑩，他們的電影處女作分別為2015年的《哪一天我們會飛》及2020-21年的《狂舞派3》，亦都是由黃修平執導。鍾雪瑩除了是演員，亦是流行曲填詞人，她在2023-24年間已憑主演填詞人題材電影《填詞L》，獲得第60屆金馬獎、第42屆香港電影金像獎的最佳女主角提名，翌年再憑本片獲得提名。
在選角階段展開前，聽障的手語指導海鳥請求黃修平起用真正的聾人飾演該些角色，黃修平思考一夜後決定按照此方向選角:50-52，但他也明白全部主要角色起用聾人演員的可能性不大。黃修平本以發掘、拍攝素人演員見長，曾提攜不少年青演員，最終他接受了手語指導所推薦的吳祉昊，認為其性格、形象很適合Alan一角，亦對演戲有足夠的熱誠；而選擇健全的游學修，則是認為其經歷、性格跟子信一角相似，且認為他有足夠才華演繹聽障；據游學修憶述，他是在2022年5月收到黃修平的邀請，同年8月收到劇本，當時他需兼顧所屬YouTube頻道試當真的一些製作計劃，但意識到演好本片必需花上很多時間準備，遂請求試當真團隊其他人分擔工作，好讓自己能更加集中。至於鍾雪瑩，黃修平早在本片企劃入選金馬創投會議的消息公佈後，在社交平台收到她感謝拍攝此題材的訊息，原來她曾學習手語，對此話題有認識及持續關注，後來在2021年擔任了香港電台電視部節目《手語隨想曲．遊學篇》的主持之一，這使她成為黃修平心中的候選演員；在撰寫劇本階段未有認定女主角素恩由她來演，但黃修平不時與她商討是否合適，最終拍板:52。
黃修平安排缺乏演出經驗的吳祉昊參加資深演員袁綺雯的戲劇課程，袁綺雯亦在片中演出。游學修飾演的角色需要有純熟如母語的手語水平，他在拍攝前花了超過一年時間跟從手語指導練習，最終他在片中所表現的手語水平，連聾人也覺得宛如母語。手語根底比角色設定為佳的鍾雪瑩，則要揣摩高學歷聾人的口語聲線及語速，她亦花上不少時間跟聾人交流。
在最初設定中，學生時期的子信與Alan是初中生，但這個年齡層的聾人學生中難以物色到合適演員，反而十歲以下的學童中有更好的選擇，遂因應人選將設定改為小學生。片中的主要兒童演員有兩人，其中鄭進希是中度聽障兒童，黃暐恆則是來自聾人家庭的健聽兒童，兩人在現實中亦是好友。黃暐恆的父親黃澄海是根叔一角的演員，他是一位有舞台劇演出經驗、使用助聽器的深度聽障人士:53,58-68。
配角方面，本片起用超過五十名聾人演員。除了黃澄海，飾演子信爸的吳志偉亦是有多年幕前演出經驗的聾人演員，他回流香港前曾在澳洲擔任十年專業演員，曾獲第七屆香港手語才藝展繽紛比賽冠軍。:53,119-120
角色塑造方面，女主角素恩的原型人物是聾人教師李菁。年幼高燒後失聰、一直在主流學校讀書並取得優異成績、大學畢業後求職屢遭挫折、操發音不清晰的口語、長大後才學習手語、同時被健聽及聾人社群視為異類，這些角色特點與遭遇均源自李菁，但她於2008年選擇自殺，結局迥異。公司「吉祥物」的設定則是來自一位曾在投資銀行工作的受訪聾人:48。取景地獻主會聖母院書院的聾人畢業生與教師王雪盈（另見拍攝及音樂章節）亦被指為素恩的藍本人物之一。黃修平曾指出素恩一角「兩邊不是人」的複雜性，他需要與鍾雪瑩一起逐步摸索。相對而言，游學修保持投入、穩定，及認真學習相關知識，便能掌握子信一角。

### 拍攝

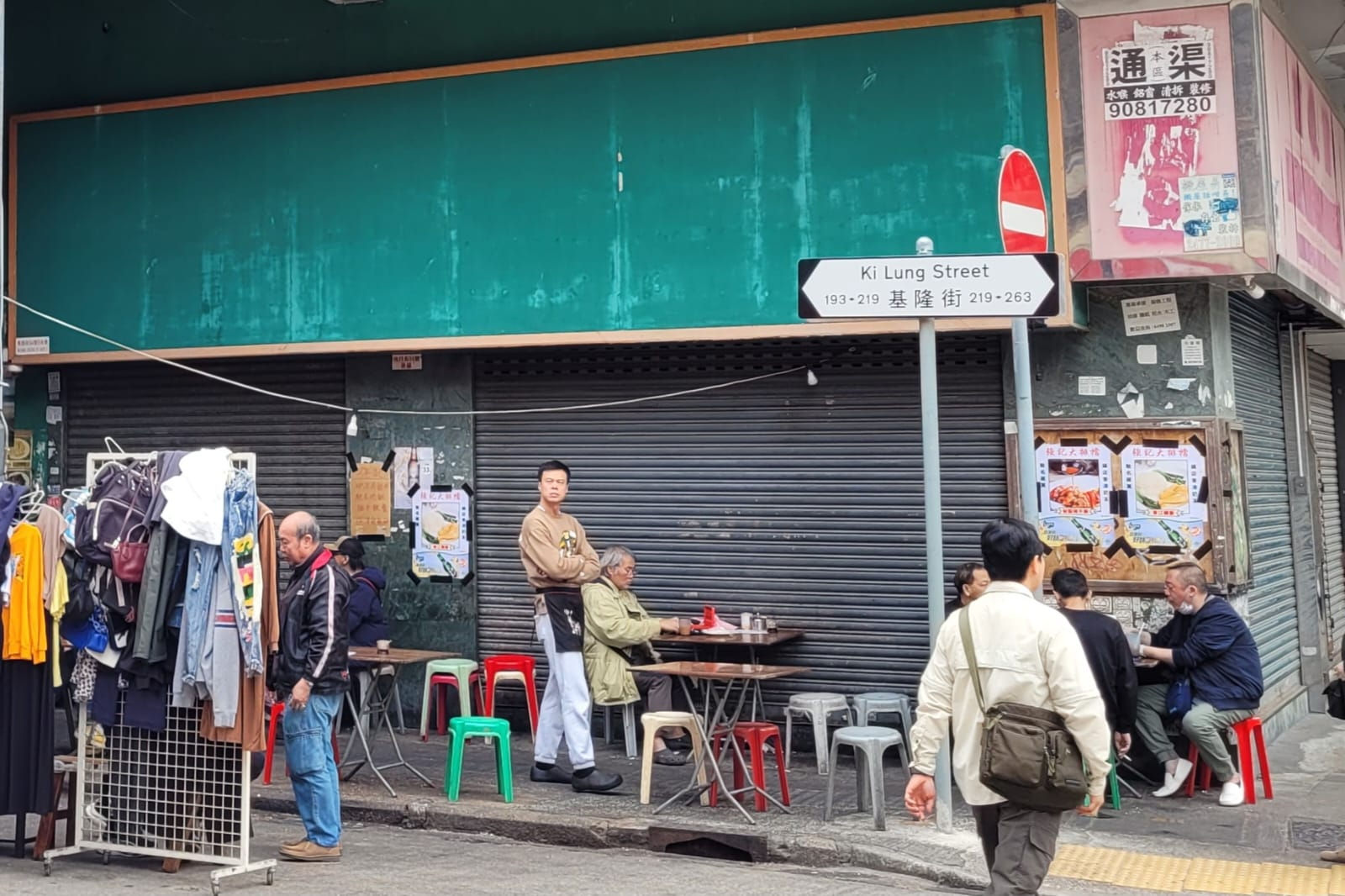
取景地之一的深水埗基隆街的強記大排檔。

攝影師由梁銘佳擔任，他過往曾與黃修平合作。他指出自己事前主要花時間研究兩方面：其一是黃修平希望呈現的現實感；其二是捕捉手語的「能量流」，具體來說是因應演員打手語時的節奏、身體動作與面部表情，去設計具有美感和構圖的鏡頭，其中最主要是構思各個鏡頭的動與靜。:151-152
拍攝前的排練與籌備時間比一般電影為多，很多演員各有正職，需要在夜間排練；且有別於排練首天先進行圍讀的常規，本片劇組常於排練最後一天才進行圍讀:139。
因黃修平另有大學教席工作，本片於2023年的暑期開拍:186,192。片中的學校場景在獻主會聖母院書院取景，該校是採取口語及手語雙語教學，讓聽障及健聽學生一同上課的中學，亦是聾人演員吳祉昊的母校。Alan同素恩初次約會個兒童遊樂場是牛頭角下邨，學潛水和童年游水的取景地包括德藝會和屯門青龍尾灘。其他取景地包括：灣仔星街小區的德如茶餐廳，這是Alan跟素恩在影樓認識後，與她聊天的食店，黃修平指該處符合攝影師的習慣；深水埗基隆街的強記大排檔，是子信、Alan時常跟素恩聚會及練習手語的地點；結尾一眾聾人朋友聚會的地點，則是深水埗黃竹街與福榮街交界一些深宵營業的食店；素恩與Alan的其中一場吵架戲，在鴨脷洲的一座行人天橋上拍攝。而素恩在大型保險公司工作地點的大堂場景，是在啟德AIRSIDE拍攝，而空中花園在銅鑼灣皇冠假日酒店拍攝。
聾人演員吳祉昊曾提到拍攝時環境對自己的影響，在寧靜的地方他可以聽到別人的說話（依靠輔助儀器），但在大排檔一類嘈雜的地方他只能通過視覺等方式觀察其他演員。另一方面，不懂手語的幕後人員則需克服不清楚演員手語對白進度的問題:140。

### 音效設計
不同於一般電影在後期階段才聯繫音效師，這次黃修平在早期階段便物色音效師，並給予他們更多準備時間。在本片攝影師梁銘佳及美術指導張兆康的推薦下，黃修平首次將音效設計工作交由鄧學麟、關惠心負責:167。電影完成後他們獲得相關獎項提名，並多獲影評人讚賞（見獎項及評論章節）。本片不時以角色的第一身角度處理音效，着重向觀眾盡量呈現聽力程度不同、使用不同輔助設備的聾人之真實感覺；例如通過助聽器所聽到的聲音顯得比較模糊；通過人工耳蝸所接收的聲音缺乏距離感及方向感，音效團隊特意將各種環境聲音混雜一起以表現這點，並使聲音顯得接收不穩定，及帶有電子儀器輸出的數碼感；還有一些聽障人士聽不到高頻聲音的情況。一些場景則模仿寂靜的無聲世界，利用震動、視覺線索取代對話聲。這種手法被視作沉浸式。據鄧學麟透露，相較第一個版本，切換至聾人第一身角度的場景在最終版本減少了約三成，因音效團隊考慮到過多的切換會分散觀眾對於劇情的注意力，在電影較早階段讓觀眾逐步了解三位主角的聽覺狀態已足夠:169。
本片還不時利用海浪、海底等自然界的聲音來呈現角色的情緒。

### 音樂
黃修平曾考慮過在片中完全不用配樂，但他參考了日本聾人女導演今井美香的作品，當中也有優美的配樂，遂決定在本片使用配樂。黃修平與配樂師戴偉在觀察一些聾人，及參考電影《金屬之聲》中聾人手摸鋼琴通過震動感受音樂的情節後，認為聾人其實有不錯的節奏感，故定出減輕旋律性、重視節拍為創作方向。戴偉與黃修平合作多年，但黃修平自言這是兩人合作最不順利的一次，因擔心音樂過於強烈，期間他不斷要求戴偉作出調整，甚至摒棄已創作好的部分。創作過程中戴偉最初想到以敲擊來體現重視節拍的原則，但他認為敲擊樂未能表達情感，故嘗試用非敲擊樂器（如小提琴的琴弦）來產生敲擊效果，但效果亦不理想，在黃修平的建議下改用人聲:161,165-166。例如片中以輕快旋律混合人聲的配樂，去表達女主角學習手語後愉悅之情。
主題曲What If由戴偉作曲，身兼填詞人的女主角鍾雪瑩填詞（以筆名鍾說名義），戴偉、顏厲行編曲，客串演出的香港女歌手陳蕾主唱；歌詞理念是「鼓勵大家在保存自我和融入社群之間勇於選擇」，創作時獲手語老師指導，兼顧手語表達的角度。鍾雪瑩15歲時參加歌唱選秀節目《亞洲星光大道3》，而陳蕾則出身於該系列首季《亞洲星光大道1》，是鍾雪瑩仰慕的前輩之一，是次合作為鍾雪瑩主動邀請。此歌於2025年1月13日在香港派台。歌曲的音樂影片由黃修平及鍾志輝執導，片中共有七十多位不同身份、不同階層的聾人及聽人演出，在不同場景使用手語同步演繹歌詞，包括游學修、鍾雪瑩、吳祉昊等電影演員、陳蕾，取景地獻主會聖母院書院的中學生；電影的兩名主要兒童演員鄭進希、黃暐恆在前奏中以手語對答，帶出主題「選擇」；片中有聾人舞者王雪盈（身兼獻主會聖母院書院教師）在建築物天台上獨自演繹手語舞的片段，另一位聾人舞者袁寧駿則與節奏口技藝人Heartgrey（蘇子麟）合作表演。後因應在大阪亞洲電影節參展，推出日文字幕版音樂影片。此歌獲提名第43屆香港電影金像獎的最佳原創電影歌曲，在2025年4月27日的頒獎典禮中，陳蕾聯同鄭進希、黃暐恆，及獻主會聖母院書院的師生在現場演繹了此歌；受電影主題影響，該屆頒獎典禮亦全程特設手語傳譯。

## 宣傳與公映
本片在香港正式上映前，已在倫敦影展參展，2024年10月12日在該影展作世界首映。其後分別於同年10月末參加了第21屆香港亞洲電影節，11月參加了台北金馬影展。
2024年12月初在香港的12場優先場放映，及後亦曾在西九文化區的M+戲院放映，並在2025年的賀歲檔舉辦優先場。2025年2月18日舉行慈善首映禮，2月20日起正式作商業公映，由安樂影片發行。秉承該時期香港電影圈的風氣，公映期間不時設有一些台前幕後人員出席的謝票場，其中3月30日的一個謝票場安排在即將結業的旺角新寶戲院，當天為該院最後一個營業日的前一天，導演黃修平曾在4月到澳門謝票。本片亦為一些機構舉辦放映專場（如在不同大學），常設有映後分享會，亦舉行過沒有連帶放映的座談會。
決定公映檔期後，在2025年1月下旬發佈了一系列宣傳海報共三款。該系列海報由台灣設計師方序中與蔡尚儒設計，以海洋為主題，海報中有三名主角以及童年的子信與Alan。
2025年3月15日，本片於第20屆大阪亞洲電影節以日語名稱作日本首映，除了在特輯企劃「Special Focus on Hong Kong 2025」展出，亦參加了競賽單元。
2025年4-5月，本片於13屆新加坡華語電影節的「華夏風情畫」單元參展。同期亦參加了遠東影展的競賽單元。
2025年4月30日，本片開始在台灣作商業公映，由華映娛樂發行。黃修平、吳祉昊以及憑本片在台灣奪得金馬影后的鍾雪瑩，再度赴當地宣傳。
2025年7月24日，本片配合第8屆馬來西亞國際影展在吉隆坡上映。游學修、吳祉昊蒞臨放映會現場參與映後問答環節。

## 獎項及提名
本片在2024年第61屆金馬獎獲得三項提名，最終鍾雪瑩奪得最佳女主角，她的競爭對手包括兩位多次獲得此獎的前輩張艾嘉、吳君如，此結果在評審團中一度引起爭議；提名最佳男主角的游學修則得票排名第二，敗於《漂亮朋友》的張志勇。本片在2025年第43屆香港電影金像獎獲得七項提名，但未能獲獎；未能在女主角獎項上再下一城的鍾雪瑩，表示沒有失望；而黃修平則直言在眾多獎項中對最佳音響效果最有期望，因失落此獎而感到不甘心。本片在第31屆香港電影評論學會大獎亦獲得多項提名，但最終只成為十部推薦電影之一，鍾雪瑩與游學修分別在最佳女演員與最佳男演員獎項中，僅以一票之差敗於《虎毒不》的談善言、《爸爸》的劉青雲。
提名詳列如下：
| 頒獎年月   | 頒獎典禮                   | 獎項             | 名單                                                           | 結果                   | 來源   |
| ---------- | -------------------------- | ---------------- | -------------------------------------------------------------- | ---------------------- | ------ |
| 2024年11月 | 第61屆金馬獎               | 最佳男主角       | 游學修                                                         | 提名                   | [ 84 ] |
| 2024年11月 | 第61屆金馬獎               | 最佳女主角       | 鍾雪瑩                                                         | 獲獎                   | [ 84 ] |
| 2024年11月 | 第61屆金馬獎               | 最佳音效         | 鄧學麟、關惠心                                                 | 提名                   | [ 84 ] |
| 2025年1月  | 第31屆香港電影評論學會大獎 | 最佳導演         | 黃修平                                                         | 提名（入圍決選）       | [ 83 ] |
| 2025年1月  | 第31屆香港電影評論學會大獎 | 最佳編劇         | 思言、黃修平、千春、何康                                       | 提名（入圍第三輪投票） | [ 83 ] |
| 2025年1月  | 第31屆香港電影評論學會大獎 | 最佳男演員       | 游學修                                                         | 提名（入圍決選）       | [ 83 ] |
| 2025年1月  | 第31屆香港電影評論學會大獎 | 最佳女演員       | 鍾雪瑩                                                         | 提名（入圍決選）       | [ 83 ] |
| 2025年1月  | 第31屆香港電影評論學會大獎 | 最佳電影         | 《看我今天怎麼說》                                             | 提名（入圍第三輪投票） | [ 83 ] |
| 2025年1月  | 第31屆香港電影評論學會大獎 | 推薦電影（之一） | 《看我今天怎麼說》                                             | 獲獎                   | [ 83 ] |
| 2025年4月  | 第43屆香港電影金像獎       | 最佳電影         | 《看我今天怎麼說》                                             | 提名                   | [ 79 ] |
| 2025年4月  | 第43屆香港電影金像獎       | 最佳導演         | 黃修平                                                         | 提名                   | [ 79 ] |
| 2025年4月  | 第43屆香港電影金像獎       | 最佳男主角       | 游學修                                                         | 提名                   | [ 79 ] |
| 2025年4月  | 第43屆香港電影金像獎       | 最佳女主角       | 鍾雪瑩                                                         | 提名                   | [ 79 ] |
| 2025年4月  | 第43屆香港電影金像獎       | 最佳音響效果     | 鄧學麟、關惠心                                                 | 提名                   | [ 79 ] |
| 2025年4月  | 第43屆香港電影金像獎       | 最佳原創電影歌曲 | 《What If》 - 作曲：戴偉 - 填詞：鍾說（即鍾雪瑩） - 主唱：陳蕾 | 提名                   | [ 79 ] |
| 2025年4月  | 第43屆香港電影金像獎       | 最佳新演員       | 吳祉昊                                                         | 提名                   | [ 79 ] |
| 2025年7月  | 第24屆紐約亞洲電影節       | 觀眾票選大獎     | 《看我今天怎麼說》                                             | 獲獎                   | [ 85 ] |

## 迴響

### 票房
本片在香港正式上映首日（2025年2月20日）成為即日票房冠軍，但隨着中國內地票房破百億元的當地動畫電影《哪吒之魔童鬧海》突然被安排於2月22日起在香港上映，每日放映約800場次的《哪》隨即搶佔冠軍位置，每日約200場次的本片在《哪》上映首日排名第二。截至2月24日，本片的香港及澳門累計票房錄得約250萬港元，上映第三周累計票房約850萬港元，上映一個月後累計票房約1000萬港元，在電影市道低迷的2020年代香港已屬不錯的成績，但未算突出。至5月2日，本片官方宣佈港澳票房合計超過1300萬港元，入場人次接近19萬。黃修平過往作品最高票房紀錄為1300多萬港元的《狂舞派》，本片近乎與之看齊。

### 影評
一些影評人注意到過往涉及聾人題材的香港電影，只着眼於聾人被剝削的情節，鮮有本片的角度。香港電影評論學會大獎的官方評語指出，本片立體呈現出聾人與聽人交集的處境，及聾人社群的多樣面貌，電影背後亦蘊藏對身份認同政治的探討。金馬影展的介紹則總結為：「以輕盈節拍，捕捉聾人青年生機蓬勃的青春，拍出手語的動人生命力。」
本片上映時期，不少影評人給出了黃修平的最佳之作、最成熟之作一類的評語（截至當時為止），包括台灣資深影評人、擔任金馬影展執委會執行長多年的聞天祥。當中，香港英文報章《南華早報》的影評人Edmund Lee對本片給出4.5/5星的評分，他指出本片一如黃修平電影常見的主題，關於主角的自我了解及尋找自己在世界上的位置，但本片所帶來的沉浸式自我反思（immersive sense of soul-searching）遠遠超越他過往的長片。查柏朗亦注意到本片與黃修平舊作的相似之處，包括《哪一天我們會飛》裡兩男一女主角步入人生分岔路的設定、《狂舞派3》裡探討社群中不同取態之間的衝突，而本作在這些基礎上有所突破，他稱為「黃修平創作階段上一大跨越」。畢明稱本片的主軸是「成長」。網媒《香港01》影評人何故的看法與上述相近，他認為片中兩男一女的關係亦像法国电影《祖與占》；他全面地讚揚本片的編、導、演，更稱之為「香港電影難得的佳作和清泉」，指出本片不僅僅勾起觀眾對弱勢社群的關注，而是對聾人文化的深層認識；他視「話語權」為本片的主題。
何故又指本片「沒有將『聾人文化』浪漫化，也沒有刻意炒作聾人的困難，以及跟『正常人』之間的對立和矛盾，平實地、自然地、也謙卑地呈現出『聾人的自信』」。文化評論人洛楓亦有類似的評語：「採取平視的角度、含蓄的敘述風格，不煽情也不外露」。影評人葉七城同意黃修平已做到持平，但亦有些影評人看法不同，如吳月華認為片中兩種極端雖然在結局被磨平，但仍抹不去「偏激多於理解」的立場。張偉雄指出電影開首以教師嚴厲禁止聾人學童使用手語的一幕，建立二元對立，有着粗糙的武斷成份，此外對Alan一角（代表中間光譜）也有着負面描寫，這兩點均受到一些聽人觀眾的質疑，但他反而認為對Alan及人工耳蝸手術的批評有其必要，而在這些批評中，素思一角可能成為了2000年代以來香港電影中「一個層次最豐富的被動型發聲角色」。《澳門日報》的影評人小也認為子信一角的觀點偏激，另外他批評本片「情節過長、過度臃腫，趣味不足」，但亦認同本片摒棄了傳統的煽情元素，以及起用大量演出經驗不多的聾人演員能增添自然感。
演繹方面，不少影評人肯定了兩位健聽演員游學修與鍾雪盈對聾人的出色模仿。金馬獎評審團指出鍾雪盈的成功之處在於對角色多重層次的掌握；葉七城注意到其口語和手語都會隨角色狀態變化而作細微調整；畢明指出其眼神及身體語言均流露着「一種格格不入和寂寞」，營造出屬於角色的氛圍（同時被健聽及聾人社群視為異類）。而角色不會說話的游學修，其肢體語言多受到讚賞，其演繹被形容為生氣勃勃、奔放，金馬獎評審團稱其手語帶動了整個身體的演出；何故認為相比他在處女作《哪一天我們會飛》的演出，在本片更為成熟穩重，充分表現出「聾人的自信」；但畢明認為子信一角塑造得較為平面，致使游學修的發揮空間有限。新人演員吳祉昊的演出則多被評為自然。主要兒童演員鄭進希與黃暐恆的演出亦獲多位影評人稱讚。此外，聞天祥讚揚本片將手語動作拍得很美，查柏朗則形容游學修與鍾雪盈的手語為一剛一柔，各有美感。
電影呈現聾人聽覺的音效設計，獲得葉七城、吳月華等影評人的讚賞；何故則形容這種音效處理有「畫龍點睛」之效，且沒有過度運用；香港電影評論學會大獎的官方評語則以「有時聲音見色彩，有時無聲勝有聲」來形容其成功。查柏朗指出片中同時充分地利用了視、聽效果去呈現聾人的感官。

## 官方出版物
2025年2月，不一樣的禮物有限公司出版了《看我今天怎麼說——故事的故事》一書，由本片編劇之一思言編撰。此書記述了電影創作及製作過程的一些細節，並有40位人士的訪談，包括片中演員、幕後人員、研究相關議題的學者。

## 備註
1. 1 2  製作單位及人員名單按電影海報及官方出版書籍[14]:211。
2. ↑  按實際劇情修飾與增補。
3. 1 2  主要按官方書籍的人物關係圖。[14]:5-6
4. ↑  按所附來源或見選角章節個別描述。
5. ↑  電影字幕中其英文名為Wolf。
6. 1 2  潛水題材及拒絕使用人工耳蝸，出自本片劇本的靈感原型。
7. ↑  此名創作過程見劇本創作章節的舉例。
8. ↑  眾人的憶述有一些差異。據何康說，朱鳳嫻退出後，他請了台灣編劇李念修另寫劇本替代，仍有三個劇本，最終被黃修平說服將其中的《海底私語》變為長片（官方書籍185-186頁）。據黃修平說，他再次參與時只剩餘兩個劇本（45頁）。據思言說，變為兩個劇本的決定發生在2019年4月（18頁）。
9. ↑  其中一來源指85分貝為醫學標準，有誤。
10. ↑  《手語隨想曲》2018年的一輯，由另一姓名相近的女藝人鍾凱瑩主持。
11. ↑  結局中素恩在口語及手語雙語教學的學校成為見習教師，這點最為相似。
12. ↑  策劃人屈紫薇曾在錄音專訪中指正式拍攝只花了一個月[28]。按2023年底已剪接三個月之說[24]，拍攝完成不晚於2023年秋季。
13. ↑  電影片尾播出主題曲時則以動畫呈現打手語。
14. ↑  澳門上映檔期當與香港相近。

## 外部連結
- 看我今天怎麼說的Facebook專頁
- 看我今天怎麼說的Instagram帳戶
- 香港影庫上《看我今天怎麼說》的資料（繁體中文）
- 豆瓣电影上《看我今天怎麼說》的資料 （简体中文）
- 互联网电影数据库（IMDb）上《看我今天怎麼說》的资料（英文）